# Pauliena Rooijakkers
Pauliena Rooijakkers (Venray, 12 maggio 1993) è una ciclista su strada, mountain biker e ciclocrossista olandese che corre per il team Fenix-Deceuninck. Attiva tra le Elite dal 2012, si è classificata terza al Tour de France 2024.

## Palmarès

### Strada
- 2017 (Parkhotel Valkenburg, una vittoria)

7ª tappa Tour Cycliste Féminin International de l'Ardèche (Mende > Monte Lozère)
- 2022 (Canyon-SRAM Racing, una vittoria)

Durango-Durango Emakumeen Saria

#### Altri successi
- 2012 (Dolmans-Boels Cycling Team)

Classifica giovani Gracia-Orlová
- 2019 (Parkhotel Valkenburg)

Classifica scalatrici Thüringen Ladies Tour
- 2021 (Liv Racing)

Classifica scalatrici Tour Cycliste Féminin International de l'Ardèche
- 2022 (Canyon-SRAM Racing)

Classifica scalatrici Giro di Svizzera femminile

### Mountain biking
- 2014

Campionati olandesi, Beachrace
- 2015

Campionati olandesi, Beachrace #1
Campionati olandesi, Beachrace #2
- 2016

Campionati europei, Beachrace
- 2017

Egmond-Pier-Egmond, Beachrace
Campionati olandesi, Beachrace
- 2018

Campionati olandesi, Beachrace
Campionati europei, Beachrace
- 2021

Campionati olandesi, Cross country marathon
Campionati europei, Beachrace

### Ciclocross
- 2018-2019 (una vittoria)

Veldrit Boxtel (Boxtel)
- 2019-2020 (due vittorie)

Veldrit Boxtel (Boxtel)
Grand Prix Möbel Alvisse (Leudelange)

### Gravel
- 2023

UCI Gravel World Series - Gravel One Fifty
UCI Gravel World Series - Houffa Gravel

## Piazzamenti

### Grandi Giri
- Giro d'Italia

2018: 104ª
2019: 60ª
2020: 51ª
2021: ritirata (9ª tappa)
2023: 12ª
2024: 4ª
2025: 4ª
- Tour de France

2022: 22ª
2024: 3ª
- Vuelta a España

2023: 51ª
2024: 9ª

### Classiche monumento
- Liegi-Bastogne-Liegi

2018: 30ª
2019: ritirata
2020: ritirata
2021: 75ª
2022: 11ª
2023: 29ª
2024: 35ª
- Giro delle Fiandre

2012: ritirata
2015: 55ª
2018: ritirata

### Competizioni mondiali
- Campionati del mondo su strada

Copenhagen 2011 - Cronometro Juniores: 13ª
Limburgo 2012 - Cronosquadre: 9ª
Zurigo 2024 - In linea Elite: ritirata

### Competizioni continentali
- Campionati europei su strada

Goes 2012 - Cronometro Under-23: 15ª
- Campionati europei gravel

Belgio 2023 - Elite: 6ª